# آر لوجين
آر لوجين (rlogin) هو برنامج خاص بنظم التشغيل شبيه يونكس ويمكن من الدخول لحاسوب في الشبكة باستخدام الميثاق تي سي بي على المنفذ 513.

## الاستخدام
عند الحاجة للدخول باسم مستخدم مغاير للمستخدم المستعمل، يجب تحديده:
```
 
# rlogin ''Remote Host'' -l''UserName''

```